# Han Jingdi

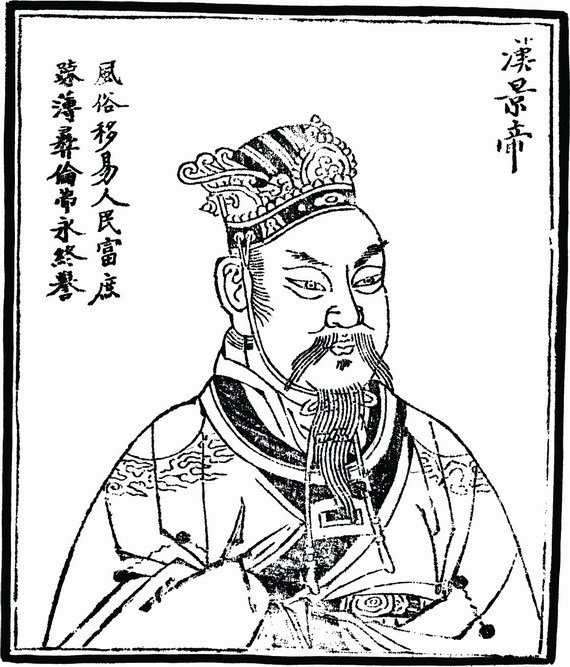
Han Jingdi

Jingdi (chinesisch 漢景帝 / 汉景帝, Pinyin Hàn Jǐngdì, * 188 v. Chr.; † 141 v. Chr.) war ein chinesischer Kaiser der Han-Dynastie. Während seiner Herrschaft wurde der Aufbau des Landes, der unter seinem Vater ebenfalls vonstattengegangen war, fortgesetzt, sodass sie eine glückliche Zeit wurde, die allerdings von einem Aufstand getrübt wurde.

## Zeit als Prinz
Jingdi war der fünfte Sohn des Kaisers Wendi und der Kaiserin Dou. Er wurde als Liu Qi (chinesisch 劉啟 / 刘启, Pinyin Liú Qǐ) geboren. In seiner Jugend wurde er, zusammen mit seinen von ihm geliebten Geschwistern, der Prinzessin Liu Piao und dem Prinzen Liu Wu, von seiner Mutter eng mit dem Daoismus in Verbindung gebracht, dem sie anhing. Als Kronprinz bekam er bald einen eigenen Haushalt, in dem u. a. der intelligente und redegewandte Chao Cuo anzutreffen war, der später einer seiner engsten Berater wurde.

## Frühe Regierungszeit
Als sein Vater 157 v. Chr. starb, bestieg er als Han Jingdi den Thron und förderte die Landwirtschaft, den Straßen- und Brückenbau. Er selbst war überzeugter Konfuzianer, sorgte für das Wohlergehen seiner Untertanen, brachte die Künste so zu einer Blüte und erließ ein Gesetz, nach dem jeder Bürger zwei Monate im Jahr zu öffentlichen Arbeiten herangezogen werden konnte. Weiterhin reformierte er das Strafrecht (insbesondere in Bezug auf die Körperstrafen). Zu dieser Zeit war er bereits mit der nunmehrigen Kaiserin Bo verheiratet. Außerdem schloss er Verträge mit den Xiongnu, was allerdings zur Folge hatte, dass die Mächtigen der Adeligen ihre Geschicke nicht mehr im Kampf unter Beweis stellen konnten.
So entstand 154 v. Chr. der Konflikt mit Liu Pu, dem Herrscher des Jingdi untertanen Wu, in welchem es große Salz- und Kupfervorkommen gab. Liu Pu war wegen eines früheren Vorfalls bereits über Jingdi verärgert und, nachdem in Wu und anderen Gegenden von dem Kaiser, auf Anraten Chao Cuos, der einen Aufstand befürchtete, Gebietsveränderungen vorgenommen worden waren, brach die Rebellion los.
Liu Pu verbündete sich mit den, zum chinesischen Reich gehörenden, Herrschaften von Chu, Jiaoxi, Zhao, sowie drei kleineren. Außerdem erhielt er Hilfe von den Königreichen Dong’ou und Minyue. Ein Bündnis mit den Xiongnu kam auch zustande, doch diese griffen trotzdem nicht in den Konflikt ein.
Während Chao Cuo noch mit den Aufständischen verhandelte, wurde Zhou Yafu zum Kommandeur der kaiserlichen Truppen ernannt, der von großem Wert sein sollte. Wu und Chu griffen alsbald Liang an, in dem Jingdis Bruder Liu Wu regierte. Der Kaiser aber erhielt Hilfe von der chinesischen Herrschaft Zhou, die die gegnerischen Versorgungslinien kappte und gemeinsam mit dem Kaiser den Feind zur Aufgabe zwang. Liu Pu floh nach Donghai, wo er ermordet wurde. Mit diesem Königreich schloss der Kaiser bald Frieden. Der Prinz von Chu starb durch Suizid.

## Späte Regierungszeit

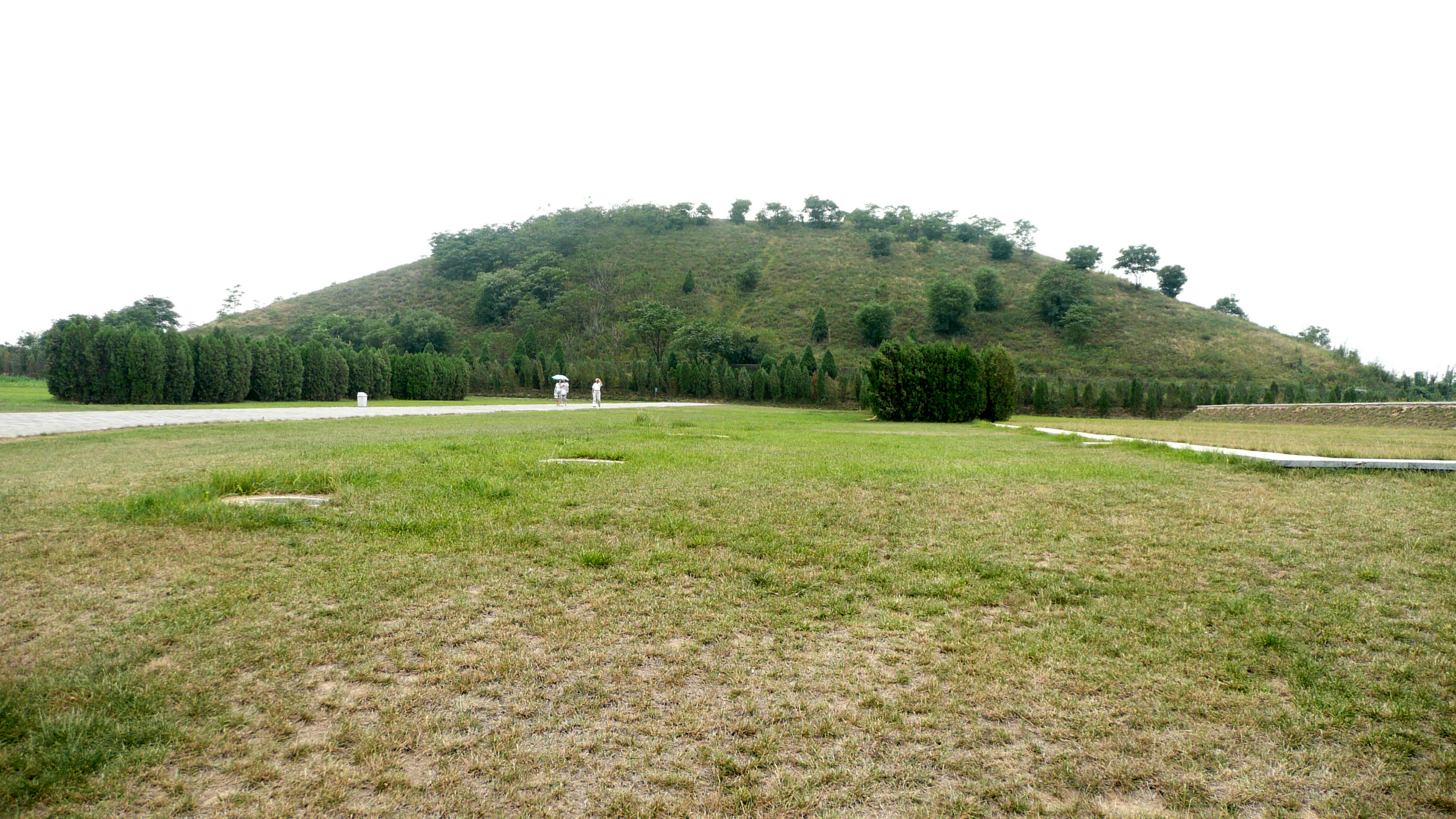
Han Yang Ling – Mausoleum von Jingdi

Nachdem der Aufstand, der unter dem Namen Revolte der sieben Königreiche bekannt wurde, niedergeworfen war, gab es nur noch einen Schatten, der das Leben des Kaisers trübte: Seine Frau Bo hatte ihm noch keinen Sohn geboren. Also erhob er 153 v. Chr. Liu Rong, den Sohn der ehrgeizigen Konkubine Li, zum Kronprinzen. 151 v. Chr. wurde Bo als Kaiserin abgesetzt. Sie starb 147 v. Chr. Doch Li hasste Jingdis Schwester Liu Piao, sodass ein großer Streit ins Leben gerufen wurde, an dessen Ende Liu Piao den Kaiser davon überzeugte, dass Li gefährlich sei, wobei sie auf einen früheren Vorfall verwies. 150 v. Chr. wurde Rong der Würde des Kronprinzen enthoben. 148 v. Chr. wurde er, wohl wegen Verletzung des Grabes seines Großvaters, Wendi, inhaftiert und beging, nach dem Empfangen eines Briefes, der ihn dazu aufforderte, Suizid.
Neue Kaiserin wurde Wang Zhi, deren Sohn Liu Che später Kronprinz werden sollte. Vorerst aber strebte der Bruder des Kaisers, Liu Wu, mit Unterstützung von Jingdis Mutter Dou, dieses Amt an. Doch es stellten sich einige Beamte gegen dieses Vorhaben. So wurde es fallengelassen. Liu Wu plante nun, von seiner Herrschaft, Liao, eine Straße nach Chang’an bauen zu lassen, doch dieselben Beamten stellten sich quer, da sie befürchteten, die Straße könne zum Truppenaufmarsch dienen. Daraufhin ließ Liu Wu sie ermorden. Er wurde gefangen genommen und vom Kaiser begnadigt.
143 v. Chr. geriet dann der frühere General und jetzige Kanzler Zhou Yafu in Verdacht wegen einiger Waffenkäufe, die zur Herrichtung eines Grabes dienen sollten. Er wurde ebenfalls zum Selbstmord gezwungen. Jingdi machte seine 14 Söhne zu Königen, die ihm bei der Stabilisierung des Landes helfen sollten. Des Weiteren war er Förderer des Daoismus.
141 v. Chr. starb Kaiser Jingdi. Sein Sohn Che folgte ihm nach.
1990 wurden nahe Jingdis Grabmal beim Bau der Straße von Xi’an zum Flughafen riesige Gruben mit Terrakottafiguren entdeckt. Die in Form einer Pyramide gebaute Grabanlage trägt den Namen Han Yang Ling. Im Ergebnis der Ausgrabungen, die bislang nicht abgeschlossen sind und sich nicht auf die Pyramiden des Kaisers und der Kaiserin erstrecken, wurde 1999 das Han-Yang-Ling-Museum eröffnet, das rund um die Fundstätten und in unmittelbarer Nähe besonders zur Pyramide der Kaiserin Wang errichtet wurde.

## Bewertung
In vielen Punkten setzte Jingdi die erfolgreiche Politik seines Vaters fort, sodass diese beiden Regierungsperioden als goldenes Zeitalter angesehen werden können, dass nur von besagtem Aufstand getrübt wird. Allerdings wird der Kaiser wegen der Affären um die Kaiserin Bo und Zhou Yafu immer wieder kritisiert.

## Kinder
Söhne:
- Liu Rong
- Liu Che, später Kaiser Wu
- Liu De 155–130 v. Chr.
- Liu E 155–153 v. Chr.
- Liu Gu 155/154–127 v. Chr.
- Liu Fei 154–127 v. Chr.
- Liu Pengzu 155/152–92 v. Chr.
- Liu Fa 155–128 v. Chr.
- Liu Duan 154–108 v. Chr.
- Liu Sheng 154–114 v. Chr.
- Liu Yue 148–136 v. Chr.
- Liu Ji 148–120 v. Chr.
- Liu Cheng 148–136 v. Chr.
- Liu meiden (?) 145–114 v. Chr.

Töchter:
- Pingyang
- Nangong
- Longlü